# David Perry (acteur)
David Perry, pseudoniem van David Lecogneur, (Rambouillet, 26 januari 1970) is een Frans pornoacteur.

## Biografie
In 1992 werd Lecogneur op 22-jarige leeftijd ontdekt door de eveneens Franse pornoregisseur Pierre Woodman, nadat hij met succes een casting had gedaan voor zijn nieuwe pornofilm Hardware. Zijn definitieve doorbraak in de internationale pornobusiness volgde in hetzelfde jaar toen David Perry een contract tekende met de grootste pornoproducent ter wereld, Private, en ging acteren in zeer grote pornoproducties.
Perry staat bekend om zijn (soms) harde anale seksscènes. Tegenwoordig regisseert Perry ook pornofilms waarin hij vaak zelf ook een hoofdrol speelt.
David Perry heeft een relatie gehad met de actrices Jasmine Rouge en Veronika Vanoza, maar is tegenwoordig getrouwd met voormalig pornoacrice Judith Grant, met wie Perry een zoon heeft. Perry woont en werkt tegenwoordig in de Hongaarse hoofdstad Boedapest.
David Perry is ook bekend onder de namen David Cassidy, Dave Ruze en David Reuzo.
- Virtual International Authority File: 311485862